# قائمة شخصيات الخلية النائمة
فيما يلي قائمة بالأوصاف الخاصة بالشخصيات في مسلسل شوتايم التلفزيوني الخلية النائمة.

## الشخصيات الرئيسية

### داروين السيد
داروين السيد (لعب من قبل مايكل إيلي)، والمعروف بأسم داروين الحكيم من قبل الخلايا الإرهابية، هو بطل من خلية نائمة. وبوصفه عميل التحقيقات الفدرالي أفريقي-أمريكي مسلم، تم تكليف داروين بالتسلل إلى خلية إرهابية إسلامية نائمة. والده بنيامين السيد عضو في «أمة الإسلام» وكانت والدته ميثودية فيما سبق، لكنها تحولت إلى الإسلام لتتزوج والد داروين. ومع ذلك، أدت طرقهم المختلفة لممارسة الإسلام إلى تفككهم. وذكر أيضاً أن داروين كان في قوات الصاعقة البرية الأمريكية. بالإضافة إلى اللغة الإنجليزية، فهو يتكلم الإسبانية والعربية بطلاقة.

### فارس الفارك
سعد بن صفوان (لعب من قبل عودد فهر) هو زعيم الخلية الإرهابية. على الرغم من أن أسمه الحقيقي هو سعد، إلا أنه معروف أكثر بأسم فارس الفارك («الفارس القاتل»)، وهو أحد الأسماء المستعارة له. وهو عضو سابق في الحرس الوطني السعودي. من عام 1987 إلى عام 1989، قاتل الجيش السوفياتي خلال الحرب السوفيتية في أفغانستان. عاد لاحقاً إلى الرياض بعد أن أُصيب، ثم قاتل في حرب الخليج الثانية، على جانب الكويت، على طول القوات الأمريكية. بعد الحرب، قام بتدريب رجال محمد عيديد في الصومال خلال الحرب الأهلية الصومالية. بعد ذلك، حارب إلى جانب المجاهدين البوسنيين في البوسنة (حيث ألتقى وأنقذ رجله الأيمن، إيليا كورجيني)، ثم قاتل إلى جانب طالبان في أفغانستان بعد أن التقى بـأسامة بن لادن، ثم أشرف على معسكر تدريب أفغاني لـتنظيم القاعدة. في أمريكا، عمل في شركة أمنية كرجل يهودي يدعى يوسي عمران.

### إيليا كورجينيك
إيليا كورجينيك (لعب من قبل هنري لوباتي) هو مسلم بوسني أصبح إرهابياً بعد أن قُتلت عائلته بأكملها في الإبادة الجماعية البوسنية. في البوسنة، تم إنقاذه من الصرب من قبل المجاهدين البوسنيين، أحدهم كان فارق. وهو خبير في الرياضيات والعلوم المقيم بالخلية، والرجل الأيمن للالفارك. قاتل في حرب البوسنة من 1992 إلى 1995. منحته ألمانيا مركز اللاجئ، وعندما رأوا مواهبه في الرياضيات، منحوه منحة دراسية. درس لأول مرة في برلين، ثم في سانتا كروز، كاليفورنيا. لديه ولع لموسيقى الراب والكاريوكي. يقول بإنه أعتاد أن يحب أمريكا ولكن بما أن الأمريكيين لم يساعدوا البوسنيين أثناء الحرب، بدأ يكرههم. كان مدرسًا للعلوم والرياضيات في المدرسة الثانوية.

### غايل بيشوب
غايل بيشوب (لعبت من قبل ميليسا ساغيميلر) هي أم عزباء تقع في حب داروين. لديها أبن يبلغ من العمر أربع سنوات يدعى ماركوس. تم أختطافها وقتلها في الحلقة الأخيرة من قبل مينا، بناءاً على أوامر عليا، كعقاب لتحويل داروين كإرهابي مشتبه به في الموسم الأول.

## شخصيات الموسم الأول

### كريستيان آومونت
كريستيان آومونت (لعب من قبل أليكس نيسيك) هو من جماعة حليقي الرؤوس سابق من باريس أعتنق الإسلام بعد وقوعه في الحب مع مغربية مسلمة. لكن بدلاً من تحقيق السلام والتفاهم، حوّل كراهيته إلى التركيز على أولئك الذين يعتبرهم كفاراً. خدم سنة واحدة في الجيش الفرنسي كـappelé (مجند). بالإضافة إلى اللغتين الفرنسية والإنجليزية، يتحدث أيضًا الإسبانية بطلاقة. على الرغم من كونه مسلماً متديناً، إلا أنه كثيراً ما ينخرط في مآدب ليلة واحدة، وحتى يسكر عندما يعلم بأن زوجته تريد الطلاق. تم الكشف عن أن زوجته، زهرة، كانت حاملاً، وأنه بما أنه كان سيقتل الأبرياء فإنها لم تستطع التعامل مع الأرتباط معه بعد الآن، حتى بالنسبة لطفلهما. حاول أن يقتل داروين عندما أكتشف عن عمله السري، مدّعياً بغضب بأنه كان خائناً، لكن داروين يقطع عنقه في النهاية.

### تومي إيمرسون
توماس «تومي» ألين إيمرسون (لعب من قبل بليك شايلدز) هو الأبن ذو الشعر الأشقر ذو العيون الزرقاء لأثنين من أساتذة الجامعات الليبراليين من بيركلي، كاليفورنيا. تحول إلى الأسلام، قد يكون مصدر إلهام من جون ووكر ليند. لديه كراهية شديدة لشخصيات السلطة التي، وفقاً له، كان السبب في تحوله. خدم أيضاً في الجيش الأمريكي، من خلال أنه كان في الأصل فقط لإبعاده عن والدته، وتم تسريحه بعد أن ضرب رقيبه. بعد الهجوم الفاشل على الأستاد، يُحشر في شاحنة الزنزانة وينتحر عن طريق تفجير الشاحنة بينما تستمع والدته لهاتفه الخلوي.

### راي فولر
راي فولر (لعب من قبل جيمس ليغرو) هو عميل FBI ومشرف على داروين. لقد أثبت بأنه عميل ذكي وذو كفاءة عالية، وهو أيضًا صديق مقرب لداروين. ومع ذلك، فهو غير حساس أحيانًا لمعتقدات داروين التي تسبب أحيانًا احتكاكًا بين الأثنين. ويُقتل لاحقاً على يد شاب يحاول الترحيل. بعد وفاته يُظهر داروين ذنبًا كبيرًا. وهو يشاهد جنازته ويزور أرملة راي على الرغم من خطر بأنه قد يكسر غطاءه.

### باتريس سيركسنير
باتريس سيركسنير (لعبت من قبل سونيا ولغر) هي عميل FBI الذي يتولى منصب فولر بعد قتله. في البداية يتصرف داروين بشكل متضايق تجاهها بسبب أستبدالها بآي راي وموقفها البارد. ثم قاموا في وقت لاحق بتطوير صداقة عندما تظهر بأنها قادرة على أن تكون مثل راي ويمكنها أن ترعى داروين فقط. لديها أخ في الجيش الذي تهتم به. وتذكر بأنه إذا ما قُتل، فإنها ستغادر مكتب التحقيقات الفيدرالي، وتنضم إلى شركة عسكرية خاصة وتقتل كل مقاتل تراه. يتم القبض عليها في نهاية المطاف وقتلها من قبل الإرهابيين.

## الموسم الثاني الشخصيات

### سالم
سالم (لعب من قبل أوميد أبطحي) هو شاب عراقي-المولد مسلم الذي نشأ في المملكة المتحدة بوصفه بريطاني-عراقي بعد أن غادرت عائلته العراق خلال الحرب العراقية–الإيرانية. بعد إرساله إلى مدرسة إسلامية داخلية عندما اكتشف والداه أنه مثلي الجنس، وجد طريقه إلى التطرف المتشدد. مزيج من الشذوذ الجنسي المغلوط به وأصوله الإسلامية جعلته مستاءًا وعنيفًا. وهو مهندس مقيم في الخلية. تم قتل سالم في هجوم فاشل بالقنابل في هوليوود باول من قبل عميل في مكتب التحقيقات الفيدرالي. من قبيل الصدفة، أبطحي في وقت لاحق لعب دور آخر (لا علاقة لها بالشخصية هذه) كمسلم مثلي الجنس يدعى أيضاً سالم في السلسلة الأمريكية 2017 الآلهة الأمريكية.

### ويلمينا فان دير هولست
ويلمينا «مينا» فان دير هولست (لعبت من قبل Thekla Reuten) هي امرأة هولندية وعاهرة سابقة أعتنقت الإسلام بعد وقوعها في الحب وتزوجت برجل إسلامي متطرف. عندما ذهب الأثنان إلى العراق للأنضمام إلى التمرد، قُتلت على يد القوات الأمريكية بينما كانت على قيد الحياة، على الرغم من إجهاض طفلهما في هذه العملية. في أمريكا، تعمل مربية أطفال لعائلة وتعتني بطفليهما. هي خبيرة المتفجرات وتهديم في الخلية. وهي مبنية على موريل ديغوك. وهي التي تقتل غايل وتفجر قنبلة في لاس فيغاس التي تقتل العديد من قدامى المحاربين الأمريكيين.

### بينيتو فيلاسكيز
بينيتو 'بيني' فيلاسكيز (لعب من قبل كيفن أليخاندرو) هو عضو في عصابة لاتينية أعتنق الإسلام وصادق داروين أثناء وجوده في السجن. أتصالاته بالعصابة تجعله قيماً للخلية. كان يعمل في محل بقالة. ويقول مكتب التحقيقات الفيدرالي بإن القاعدة بالنسبة له هي مجرد عصابة أخرى. وقال لداروين بإنه شعر بأن الأمريكيين من ذوي الأصول الهيسبانو والأميركيين الأفارقة يتعرضون للأضطهاد من قبل اليهود، الأمريكيين البيض. ويستند على خوسيه باديلا. قتل بيني عندما يتم تجاوز المجمع مع مكتب التحقيقات الفدرالي. كان يحاول إسقاط طائرة هليكوبتر بصاروخ، عندما يعطل. قبل موته، نتعلم بأن لديه أم وأختان، وأنه تم تحذيره من مغادرة المدينة.

### وارن راسل
وارن راسل (لعب من قبل جاي ر. فيرغسون) هو آخر مشرف لداروين، الذي يحل محل سيركسنر بعد مقتلها في السودان. شاب عديم الخبرة، حصل على الوظيفة فقط لأن عمه نائب مدير قوي لمكتب التحقيقات الفدرالي، وتسبب عدم كفاءته في الصدام مع داروين. قادته الطبيعة بجعله يدفع جايل للتجسس على مينا وداروين ويؤدي بشكل غير مباشر إلى موتها. عندما يكتشف داروين بأن غايل قد مات، قام بضرب راسيل حيث أن تدخله أدى إلى مقتل شخص قريب من داروين.

## الشخصيات الداعمة

### بوبي حبيب
عبد الله «بوبي» حبيب (لعب من قبل جرانت هيسلوف) عضوًا في الخلية النائمة الأصلية في لوس أنجلوس وجار غايلي. هاجر مع والدته في شيكاغو، إلينوي، في سن الخامسة عشرة، بعد أن تم إعدام والده، الذي كان كولونيل في الجيش المصري لمشاركته في أغتيال الرئيس أنور السادات. كان في الجيش الأمريكي كأخصائي الحرب البيولوجية الكيميائية خلال حرب الخليج الثانية. قام فاريك بإرغامه على الإرهابيين الآخرين حتى الموت لأنه تحدث عن خططهم لعمه، مما وضعهم في خطر لأن شخصًا آخر قد سمع. وفي النهاية أطلق عليه «داروين» النار في رأسه في قتلاً رحيماً ليخلصه من الرجم. ولأن حبيب ما زال مخلصاً، فقد حرص «الفارك» على رعاية أسرته.

### أمين المكتبة
أمين المكتبة (لعب من قبل ألبرت هول) هو «الحياة» في السجن حيث يعظ بالإسلام المتطرف إلى زملائه السجناء، ويعدهم للأنضمام إلى الجماعات الإرهابية عند إطلاق سراحهم. كان مسؤولاً عن توظيف كل من داروين وبيني.

### إدي بانغتسو
إددي بانغتسو (لعب من قبل جيف مالاري) هو طالب كيميائي أندونيسي-أمريكي في جامعة كاليفورنيا الجنوبية أنتقل إلى أمريكا عندما كان صغيرا. يساعد على مضض عمليات الفارك لكنه يرفض المشاركة المباشرة. يأمره الفارك بقيادة شحنة من الجمرة الخبيثة من كندا إلى أمريكا. يقوم عملاء مكتب التحقيقات الفيدرالي بألتقاط الجمرة الخبيثة ويدعون أنه كان في طريقه إلى إندونيسيا. الفارك يقتل إيدي، معتبراً بأن إدي حاول سرقة الجمرة الخبيثة.

### زيد عبد مالك
زيد عبد مالك (لعب من قبل مارك كاساباني) هو شيخ وعالم قرآني من اليمن. مسلم معتدل، يعتقد مالك أن المتطرفين الإسلاميين قد اختطفوا دينه من أجل أجناتهم السياسية. وكثيراً ما يناقش الإرهابيين المعتقلين في السجون بالقرآن على أمل تحويلهم. وبسبب هذا، يعتبره العديد من المتطرفين مرتداً. يسافر إلى أمريكا لإصدار فتوى تندد بكل الإرهاب الذي أُرتكب بأسم الإسلام ولكن قبل أن يتمكن من ذلك، يقوم مسيحيون بأغتياله.

### جمال
جمال (لعب من قبل جيريث ج. ميرز) هو متطرف إسلامي سجين ظهر لأول مرة في بداية حلقة «الباحث». يزوره زيد عبد الملك، الذي يتحدّاه لنقاش بين رأيه حول القرآن. يقول مالك إنه إذا أستطاع جمال أن يثبت أن القرآن يدعم أفعال المتطرفين، فسوف ينضم مالك إلى قضيتهم. ولكن إذا أستطاع مالك إثبات أن القرآن يحظر الإرهاب، فيجب على جمال أن يتخلى عن طرقه المتطرفة. بعد وفاة مالك، يتولى جمال أعماله في مناظرة المتطرفين الذين تم القبض عليهم، مما يظهر ليس فقط أن أساليب مالك يمكن أن تنجح ولكن هناك أشخاص على أستعداد للقتال من أجل قضيته.

### كين والس
كين والس (لع من قبل جون سيسيليانو) هو مجاهد سابق قاتل في البوسنة، وكسب أحترام إيليا. ويدرب المجاهدين في منشأة سرية في لوس أنجلوس ويرسلهم للأنضمام إلى التمرد العراقي. الفارك يريد أستخدام مرفق كين المتطور كقاعدة لعملياته. لكن يرفض كين لأنه، في حين أنه ليس لديه مشكلة في محاربة الجيش الأمريكي، فهو يرفض قتل المدنيين. قُتل عندما حاول تدمير منشأته. وأعضاء الخلية يعطونه دفنًا مناسبًا.

### خاشول
خاشول (لعب من قبل لويس شافيز) هو شاب أفغاني. عندما عرضت الولايات المتحدة مكافآت للحصول على معلومات عن القاعدة وطالبان، أتهمت عائلة خاشول من قبل عدو شخصي. تم إرسال خاشول إلى غوانتانامو ولكن تم إطلاق سراحه وعاد إلى موطنه في أفغانستان. خسر مزرعته وعائلته، يتم أخذ خاشول من قبل الشيخ الذي يعلمه أن يكره أمريكا. يذهب خاشول إلى منشأة كين وولز، التي تديرها الآن الخلية، على أمل الأنضمام إلى التمرد في العراق. يعتني به داروين، على أمل تحويله إلى الإسلام المعتدل ومساعدته على الفرار. ومع ذلك، يكتشف مكتب التحقيقات الفيدرالي (اف بي آي) عن خاشول، الذين يرون بأنه سجين هارب. قتل خاشول في محاولته الفرار.

### كارلي
كارلي (لعبت من قبل أنجيلا غوتس) هي صديقة إيليا الأمريكية. وهي معادية بشدة لأمريكا وتعتقد بأن الحكومة كانت وراء هجمات 11 سبتمبر. بعد الهجوم الفاشل في نهاية الموسم الأول، هرب إيليا إلى كندا وجلب معه كارلي. عندما يسعى إيليا لمغادرة كندا، فإنه يقتل كارلي على مضض من أجل أن يربط بين الطرفين. غضب إيليا بشدة عندما عرض عليه الإرهابيون موقعًا في كندا بعد أن قتلها، لأنها كانت ستجعل موتها غير ضروري.

### حساني
حساني هو تاجر أسلحة باكستاني عاطل عن العمل تحول إلى جزار الحلال. حصل على قاذفة صواريخ للخلية من خلال أبنه، الذي هو في سلاح مشاة البحرية الأمريكية. ومع ذلك، وبسبب تدخل وارن راسل، فإن قاذفة الصواريخ التي يعطيها للخلية معطلة. سالم يدعو حساني باللص، وطبقاً لتفسيره الصارم للشريعة، تم قطع يده. وينزف حساني حتى الموت.

### باتريك إرسكين
باتريك إرسكين (لعب من قبل باتريك إسبريت) هو «شرطي سيئ» لمحققو الفارك. وهو عنيف جداً ولا يخاف من سخرية الإسلام بلا رحمة. بدوره، يقدم الفارك إجابات ساخرة على أسئلته. في وقت لاحق، إرسكين يساعد داروين وسامية على تجاوز أمن المطار في طريقهما لمقابلة الفارك.

### روبرت ماكنيل
روبرت «بوب» ماكنيل (لعب من قبل كريس مولكي) هو أحد محققي وكالة المخابرات المركزية الذين يتسجوبون الفارك في غوانتانامو. وأثناء أستجوابه للفارك، أخبره بأنه عندما كان طفلاً، توفي في حادث وتم إحيائه بعد بضع دقائق. ولأنه رأى ما بعد الحياة بعد موته، رفض بوب المسيحية الصارمة لعائلته وأصبح ملحدًا. وقُتل في المملكة العربية السعودية خلال إنقاذ الفارك.

### الحجاج
الحجاج هو لقب المحقق السعودي الذي يعذب الفارك. تم تسميته بعد الحجاج بن يوسف الثقفي الذي، حسب قوله، كان وحشياً للغاية، لكنه أنقذ الإسلام من المتطرفين. وقُتل أثناء إنقاذ الفارك.

### سامية
سامية (لعبت من قبل سوزان باري) زوجة الفارك. فلسطينية من الضفة الغربية. عاشت هناك حتى منحها البريطانيون منحة دراسية للدراسة في أدنبره، وهي تعيش الآن في لندن مع أبنتهما. كان شقيقها عضواً في حماس الذي قتل في هجوم للإسرائيليين. يستخدمها داروين للتقرب من الفارك في اليمن. وقُتلت عندما أمر داروين بضربة صاروخية على معسكر الفارك الإرهابي.

### خالد
خالد نور الديب (لعب من قبل آصف ماندفي) كان زعيم خلية لوس أنجلوس الثانية. قتله داروين عندما أكتشف داروين بأنه كان وكيل إنفاذ القانون.

### فرح
فرح (لعبت من قبل سارة شاهي) هي طالبة طب عراقية-أمريكية. كان والدها يريدها أن تتزوج من سالم، الذي تبدأ في مواعدته. في الوقت الذي بدت فيه مهتمة به في البداية، فقد أنفصلا في وقت لاحق بسبب نظرتها الأكثر ليبرالية للإسلام متعارضة مع وجهة نظر سالم الأكثر تطرفاً للإسلام، وكذلك كون سالم مثلي الجنس مغلق.

### جيسون
جيسون (لعب من قبل مايكل راضي) هو رجل مثلي الجنس يبدأ سالم بعلاقة معه بعد لقاءين في نادي صحي. يأخذه سالم إلى الملعب ليموت في الهجوم مع أي شخص آخر لكن ينقذه داروين.

### أسماء
أسماء (لعبت من قبل ياسمين دي أنجلو) هي فنانة موهوبة وخيالة، تحب والديها كثيرا. ومع ذلك، فمن الواضح أن الفارك يخطط لتخيير أبنته بجعلها تختار بين الرسم والإسلام. فتتخلى عن الفن لأنها تحب والدها.

### كرار
أبو أمين موسى، المعروف باسمه المستعار كرار البشير العباني (لعب من قبل سعيد التغماوي) هو إرهابي مسلم يجعله الفارك بمحل داروين كزعيم جديد للخلية النائمة الثانية في لوس أنجلوس. يلمح أسمه إلى أنه ينحدر من السودان (قتل سيركسنر أيضاً هناك) رغم أنه لم يتم تأكيده. عندما يبدأ هجوم الخلية، يكشف داروين بأنه عضو في مكتب التحقيقات الفيدرالي ويخبر كرار بالأستسلام. يدعوه كرار بالـزنديق، ويحاول قتل داروين. عندما تمكن داروين من إخضاعه، يحاول كرار إخراج داروين لقتله بكشفه عن تورطه في موت سيركسنر، لكن داروين يرفض ذلك. ويتم أحتجازه.